# Euphyia anticleata
Euphyia anticleata là một loài bướm đêm trong họ Geometridae.